# Степной (Мордовский район)
Степной — посёлок в Мордовском районе Тамбовской области России. 
Входит в Ивановский сельсовет.

## География
Расположен в 23 км к северу от райцентра, посёлка городского типа (рабочего посёлка) Мордово, и в 72 км к юго-западу от центра города Тамбова.

## Население
| 2002 | 2010 |
| ---- | ---- |
| 627  | ↘466 |

Согласно результатам переписи 2002 года, в национальной структуре населения русские составляли 96 % от общего числа жителей.